# Europese kampioenschappen wielrennen 2024 – Individuele tijdrit mannen elite
De individuele tijdrit voor mannen elite op de Europese kampioenschappen wielrennen 2024 werd gehouden op 11 september. De 29 deelnemers moesten een overwegend vlak parcours van 31,3 kilometer van Heusden-Zolder naar Hasselt afleggen. De Italiaan Edoardo Affini won, voor Stefan Küng uit Zwitserland en de eveneens Italiaanse Mattia Cattaneo.

## Uitslag
| Plaats | Naam               | Tijd        |
| ------ | ------------------ | ----------- |
| Goud   | Edoardo Affini     | 35'15,471"  |
| Zilver | Stefan Küng        | + 9,597"    |
| Brons  | Mattia Cattaneo    | + 19,668"   |
| 4      | Daan Hoole         | + 26,858"   |
| 5      | Thymen Arensman    | + 53,728"   |
| 6      | Victor Campenaerts | + 56,339"   |
| 7      | Nils Politt        | + 1'00,977" |
| 8      | Kasper Asgreen     | + 1'06,936" |
| 9      | Søren Wærenskjold  | + 1'09,858" |
| 10     | Max Walscheid      | + 1'12,898" |
| 11     | Mikkel Bjerg       | + 1'14,554" |
| 12     | Stefan Bissegger   | + 1'30,252" |
| 13     | Raúl García Pierna | + 1'31,612" |
| 14     | Alex Kirsch        | + 1'32,736" |
| 15     | Ivo Oliveira       | + 1'35,787" |
| 16     | Filip Maciejuk     | + 1'36,851" |
| 17     | Victor Vercouillie | + 1'37,065" |
| 18     | Arthur Kluckers    | + 2'09,812" |
| 19     | Ognjen Ilić        | + 2'10,354" |
| 20     | Andreas Miltiadis  | + 2'11,284" |